# Graçanica
Graçanica (albanska: Graçanicë med böjningsformen Graçanica; serbiska: Грачаница, Graćanica) är en tätort och serbisk enklav belägen cirka 7 km söder om Pristina i Kosovo.

## Befolkning och Graçanicaklostret
Befolkningen består mestadels av serber som uppgår till cirka 13 000 i antal. Staden domineras av Graçanicaklostret, som är ett serbisk-ortodoxt nunnekloster från 1200-talet.
Mellan 1999 och 2013 var en svensk trupp ur stabiliseringsstyrkan KFOR stationerad på orten. Storleken på den svenska styrkan varierade kopplat till säkerhetsläget över tid. Förutom att skydda civilbefolkningen var klostret på orten ett kulturhistoriskt viktigt skyddsobjekt innefattat i uppgiften svenskarna löste. Kosovo upplevde en våg av bränningar av kloster och kyrkor under och strax efter Kosovokriget 1999.